# Argyropelecus hemigymnus
El pez hacha ganchudo (Argyropelecus hemigymnus) es una especie de pez estomiforme de la familia Sternoptychidae. No se reconocen subespecies. Se encuentra en aguas tropicales y subtropicales de todos los océanos, así como en el mar Mediterráneo.